# Brakel
För andra betydelser, se Brakel (olika betydelser).
Brakel (nederländskt uttal: [ˈbraːkəl]) är en kommun i provinsen Östflandern i regionen Flandern i Belgien. Kommunen hade 14 781 invånare (2018).